# Champsodon
Champsodon is een geslacht van straalvinnige vissen uit de familie van champsodonten (Champsodontidae). Het geslacht is voor het eerst wetenschappelijk beschreven in 1867 door Guenther.

## Soorten
- Champsodon atridorsalis Ochiai & Nakamura, 1964
- Champsodon capensis Regan, 1908
- Champsodon fimbriatus Gilbert, 1905
- Champsodon guentheri Regan, 1908
- Champsodon longipinnis Matsubara & Amaoka, 1964
- Champsodon machaeratus Nemeth, 1994
- Champsodon nudivittis (Ogilby, 1895)
- Champsodon omanensis Regan, 1908
- Champsodon pantolepis Nemeth, 1994
- Champsodon sagittus Nemeth, 1994
- Champsodon sechellensis Regan, 1908
- Champsodon snyderi Franz, 1910
- Champsodon vorax Günther, 1867